# Talk-show
 (mai 2020).
Si vous disposez d'ouvrages ou d'articles de référence ou si vous connaissez des sites web de qualité traitant du thème abordé ici, merci de compléter l'article en donnant les références utiles à sa vérifiabilité et en les liant à la section « Notes et références ».

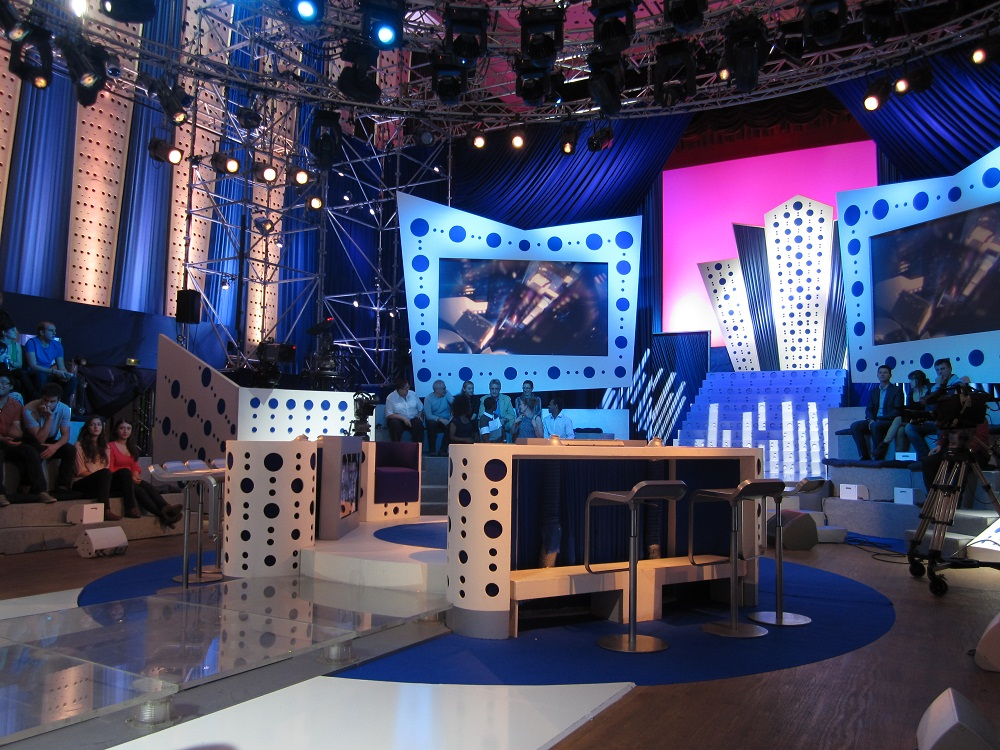
Plateau de tournage du débat télévisé français On n'est pas couché en 2011.

Un talk-show, un débat-spectacle, une émission-débat est une émission télévisée ou radiophonique de divertissement-spectacle qui réunit des personnes, rassemble un groupe de personnes, lesquels débattent de différents sujets proposés par un animateur. À la télévision, on parle aussi de débat télévisé.
Parfois, il s'agit d'un groupe d'experts, c'est-à-dire des personnes formées dans une discipline ou ayant une grande expérience en lien avec le sujet à l'ordre du jour. D'autres fois, un seul invité présente son travail.
Il arrive que les débats favorisent les échanges avec les auditeurs, en leur permettant de communiquer directement avec le groupe en plateau pendant l'émission (questions recueillies par téléphone via un standard, envoyées par SMS ou par Internet, et qui sont relayées à l'animateur et aux invités). Le débat télévision peut également s'articuler avec des conversations Internet.

## Origine du terme
Selon le lexicologue Jean Tournier, le terme "talk-show" est apparu en français en 1972.

## Définition
Le talk-show, qu'Orson Welles définissait de façon réductrice comme « de la radio filmée », s’articule autour d’une discussion sur des sujets divers et variés. Les invités ont généralement tous eu une expérience personnelle ou professionnelle en lien avec le sujet de l’émission, ils échangent leurs points de vue et leurs analyses, arbitrés par le présentateur. Il y a plusieurs façons pour les invités d’intervenir, en présentiel ou par communication téléphonique en direct, en intervention « surprise » ou en prenant la place d’un chroniqueur le temps d’une émission. Généralement, le présentateur/animateur est une personnalité reconnue et appréciée qui se porte garante de son programme.

### Typologie
Le dispositif du talk-show inclut des éléments (interaction directe, parole spontanée, fluidité des échanges et rotation rapide de la parole, thèmes abordés, ton de l'animateur et des participants, etc.) qui favorisent le divertissement-spectacle.
Selon ces dispositifs, les producteurs d'émission proposent des talk-shows people, des talk-shows polémiques (débats sociaux, politainment, etc.), des talk-shows de comédiens, des talk-shows d'infotainment.
Il existe différents types de talk-shows, selon la case horaire à laquelle est diffusée l’émission et selon le public concerné : 
- l'émission de divertissement (La Boîte à sel, Le petit rapporteur, Touche pas à mon poste)[6]
- l'émission testimoniale (C'est mon choix, Ça se discute, Ça commence aujourd'hui) ;
- l'émission littéraire (Apostrophes, La Grande Librairie).
- l'émission de débat (C dans l'air, Ce soir (ou jamais !))

Un abus de langage, sous la forme rhétorique de la métonymie généralisante ou de la catachrèse, tend à fusionner le talk show avec toute forme d'émission de débat, mais dont la forme originelle reste centrée principalement sur la culture.

### Rentabilité
Citation extraite de Télérama au sujet d'émissions de débats-témoignages produites par l'entreprise Réservoir Prod : « Ce type d'émission ne coûte pas grand-chose, explique un spécialiste de la production audiovisuelle. Peu de reportages, des témoins non rémunérés. Il faut juste payer les décors, l'équipe et l'animateur. D'où des marges très confortables, estimées par plusieurs professionnels autour de 40 % ».

## Aux États-Unis
Exemples : 
- Le débat Dewey-Stassen de 1948, radiodiffusé aux États-Unis et écouté par 40 millions de personnes est aussi un talk-show.
- The Oprah Winfrey Show, produit et présenté par Oprah Winfrey de 1986 à 2011 a été considéré comme le  talk-show le plus regardé de l’histoire de la télévision aux Etats-Unis[8].
- Real Time with Bill Maher sur la chaîne de télévision américaine HBO.

## En France

### Débuts à la télévision française
En 1971, Marc Gilbert se voit confier par Pierre Sabbagh l'émission Italiques, à l'ORTF, et introduit le « talk-show à l’américaine », « une émission de télévision centrée sur les livres pour les lecteurs et réalisée avec leur aide ».
Bernard Pivot, animateur des émissions culturelles et de débat Ouvrez les guillemets (première chaîne de l'ORTF, 1973-1974) puis Apostrophes (1975-1990), se qualifie de « courriériste littéraire ».
Une des premières et plus notables émission de débat proprement dite à la télévision française est sans doute Les Dossiers de l'écran (1967-1991) où, à la suite de la diffusion d'un film, un débat s’engageait sur le sujet abordé dans l'œuvre, cette émission ayant permis de discuter de certains des grands problèmes de société des décennies 1960 à 1980. On peut aussi citer L'Avenir du futur (1975-1987), une émission de vulgarisation scientifique qui suivait le même schéma (film puis débat).

### À partir des années 1980
De 1981 à 1987, l'émission Droit de réponse animée par Michel Polac sur TF1 est considérée comme « pionnière en matière de polémique-spectacle ou de clash, en langage moderne », plus proche du style hardtalk des émissions britanniques.
Par la suite, d'autres émission de débat généralistes ou sur l'actualité immédiate font florès à la télévision française, telles La Marche du siècle (1987-2000), À la une sur la 3 (1992-1994) / Dimanche soir (1994-1997), C dans l'air (depuis 2001) ou plus tard Ce soir (ou jamais !) (2006-2016).
On peut aussi citer les émissions de débat axées exclusivement sur la politique, comme 7 sur 7 (1981-1997), L'Heure de vérité (1982-1995) et plus tard 100 minutes pour convaincre (2002-2005), Des paroles et des actes (2011-2016) ou L'Émission politique (2016-2019), pour n'en citer que quelques-unes.
À la radio, Le Grand Jury sur RTL est un exemple d'émission de débat politique renommée, parmi beaucoup d'autres.

### Dérive vers la «télé poubelle»
Durant la fin du XXe siècle sont apparus à la télévision française des débats de plus en plus spectaculaires, certains d'entre eux pouvant être qualifiés d'émissions de type « télé poubelle ».
On peut noter certaines caractéristiques dans ce type d'émissions :
- les invités n'y sont plus des experts, ni des spécialistes de leur domaine (Touche pas à mon poste !) ;
- la violence des propos, par exemple une polémique désordonnée (Ciel, mon mardi !, On n'est pas couché, Touche pas à mon poste !, Salut les Terriens !, L'Heure des Pros) ;
- l'exposition intime et volontaire des participants venus témoigner (Ça se discute, C'est mon choix) ;
- des personnes ordinaires venant raconter des difficultés rencontrées dans leur vie (C'est ma vie, Y'a que la vérité qui compte) ;
- l'émission a pour sujet un tabou ou tout simplement le voyeurisme et le sensationnalisme (Tout est possible, Témoin numéro 1, Scrupules[15],[16], Crimes).

En France, ce type d'émission a peu percé par rapport à certains autres pays, en partie du fait de l'action du Conseil supérieur de l’audiovisuel (CSA).[réf. souhaitée]
En anglais, voir l'article Tabloid talk show (en), ou en France l’émission Ça va se savoir ! (adapté du programme The Jerry Springer Show).
Dans la même tendance, on peut citer également certains débats des chaînes d'information continue aux alentours des années 2010, qui privilégient parfois le sensationnel ou la polémique artificielle au détriment du débat de fond, à l'image des interventions du journaliste Éric Zemmour sur CNews.

### Terminologie
1. ↑  « talk-show », Grand Dictionnaire terminologique, Office québécois de la langue française (consulté le 30 mai 2020).
2. ↑  Commission d’enrichissement de la langue française, « débat-spectacle », sur FranceTerme, ministère de la Culture (consulté le 30 mai 2020).
3. ↑  Commission d’enrichissement de la langue française, « émission-débat », sur FranceTerme, ministère de la Culture (consulté le 30 mai 2020).